# فاليري بونييه
فاليري بونييه (بالفرنسية: Valérie Bonnier)‏ (من مواليد 1 يناير 1953 في ليون - توفيت 3 فبراير 2020) هي ممثلة وكاتبة سيناريو ورواية فرنسية كانت تكتب للمسرح والتلفزيون والراديو والسينما والروايات.

## وصلات خارجية
- فاليري بونييه على موقع IMDb (الإنجليزية)
- فاليري بونييه على موقع ألو سيني (الفرنسية)
- فاليري بونييه على موقع أول موفي (الإنجليزية)
- فاليري بونييه على موقع قاعدة بيانات الأفلام السويدية (السويدية)
- فاليري بونييه على موقع قاعدة بيانات الفيلم (الإنجليزية)
- فاليري بونييه على موقع كينوبويسك (الروسية)